# Hilliger-Nationalpark
Der 169,62 km² große Hilliger-Nationalpark (englisch: Hilliger National Park) befindet sich 25 Kilometer südlich von Nannup im Shire of Nannup im südwestlichen Western Australia. Es handelt sich um ein bewaldetes Gebiet, in dem große Jarrah- und Marribäume wachsen. Es wurde 2004 zum Nationalpark erklärt.
Der Name des Nationalparks geht auf den Forstangestellten Johannes Hilliger zurück, der im Jahr 1958 bei der Bekämpfung eines Buschfeuers in diesem Gebiet ums Leben kam.
Unter dem Gebiet des Nationalparks befindet sich ein Gasvorkommen. Bei einem Eingriff in die Bodenverhältnisse, der eine Tiefe von 200 Metern überschreitet, wird eine Genehmigung durch das Parlament erforderlich, ein sogenannter Royal Assent.
Der Hilliger-Nationalpark grenzt an den Milyeannup-Nationalpark an.